# Đạ M'ri
Đạ M'ri còn gọi là Đạm Ri là một thị trấn thuộc huyện Đạ Huoai, tỉnh Lâm Đồng, Việt Nam.

## Địa lý
Thị trấn Đạ M'ri có vị trí địa lý:
- Phía đông giáp thành phố Bảo Lộc và huyện Bảo Lâm
- Phía tây giáp xã Hà Lâm
- Phía nam giáp xã Bà Gia
- Phía bắc giáp xã Đạ Pal.

Thị trấn Đạ M'ri có diện tích 125,36 km², dân số năm 2022 là 7.208 người, mật độ dân số đạt 57 người/km².

## Hành chính
Thị trấn Đạ M'ri được chia thành 11 tổ dân phố: 1, 2, 3, 4, 5, 6, 7, 8, 9, 10, 11.

## Lịch sử
Ngày 14 tháng 3 năm 1979, Hội đồng Chính phủ ban hành Quyết định số 116-CP về việc chuyển xã Đạ M'ri thuộc huyện Bảo Lộc về huyện Đạ Huoai mới thành lập quản lý.
Ngày 6 tháng 6 năm 1986, Hội đồng Bộ trưởng ban hành Quyết định số 67-HĐBT về việc chia xã Đạ M'ri chia thành 3 đơn vị hành chính là thị trấn Đạ M'ri, xã Đạ M'ri và xã Hà Lâm.
Ngày 10 tháng 11 năm 2017, UBND tỉnh Lâm Đồng ban hành Quyết định số 2458/QĐ-UBND về việc công nhận thị trấn M'ri là đô thị loại V.
Đến năm 2018, thị trấn Đạ M'ri có diện tích 41,37 km², dân số là 4.602 người, mật độ dân số đạt 111 người/km². Xã Đạ M'ri có diện tích 85,09 km², dân số là 1.106 người, mật độ dân số đạt 13 người/km².
Ngày 17 tháng 12 năm 2019, Ủy ban Thường vụ Quốc hội ban hành Nghị quyết số 833/NQ-UBTVQH14 về việc sắp xếp các đơn vị hành chính cấp xã thuộc tỉnh Lâm Đồng (nghị quyết có hiệu lực từ ngày 1 tháng 1 năm 2020) về việc sáp nhập toàn bộ diện tích và dân số của xã Đạ M'ri vào thị trấn Đạ M'ri.
Sau khi nhập, thị trấn Đạ M'ri có 126,46 km² diện tích tự nhiên và dân số 5.708 người.
Ngày 9 tháng 12 năm 2022, HĐND tỉnh Lâm Đồng ban hành Nghị quyết số 155/NQ-HĐND về việc:
- Đổi tên Thôn 3 thành tổ dân phố 9.
- Đổi tên Thôn 2 thành tổ dân phố 10.
- Đổi tên Thôn 1 thành tổ dân phố 11.